# Tiger Shroff

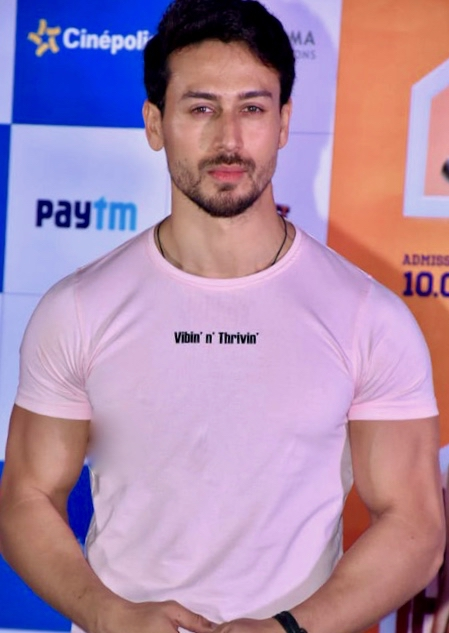
Tiger Shroff, 2019

Jai Hemant „Tiger“ Shroff (* 2. März 1990 in Bombay) ist ein indischer Schauspieler und Meister der Kampfkünste.

## Leben
Der Sohn von Filmschauspieler Jackie Shroff und Ayesha Dutt, seine Schwester Krishna ist drei Jahre jünger als er.
Er hat seine Ausbildung an der American School of Bombay gemacht. Er hält auch einen fünften Grad schwarzen Gürtel in Taekwondo.

## Filmografie
- 2014: Heropanti
- 2016: Baaghi – Der Rebel
- 2016: Aman, der Held
- 2017: Munna Michael
- 2018: Baaghi 2
- 2019: Student of the Year 2
- 2019: War
- 2020: Baaghi 3